# Rupert de Deutz
Rupert de Deutz (în latină Rupertus Tuitiensis; c. 1075/1080 – c. 1129) a fost un influent teolog benedictin, exeget și scriitor pe diferite teme liturgice și muzicale. Este considerat a fi unul dintre cei mai mari teologi din prima parte a secolul al XII-lea.

## Biografie
Rupert a fost originar din Liège, dar mai târziu în viață a devenit stareț la Mănăstirea din Deutz, care acum se află într-o suburbie a orașului Köln. Rupert a fost un scriitor productiv, iar lucrările sale ocupă patru volume din Patrologia Latina (vol. 167-170); acestea includ:
- De voluntate Dei
- De omnipotentia Dei
- Commentaria in canticum canticorum
- De divinis officiis
- De Victoria Verbi Dei.[1]
- De Gloria et Honore Filii Hominis super Mattheum .[2]
- De Trinitate et operibus eius.[3]
- De glorificatione Trinitatis et processione Spiritus sancti.[4]

## Legături externe
- Cea de-a Patra Evanghelie Din secolul al XII-Lea: Rupert de Deutz despre Evanghelia lui Ioan Arhivat în 18 ianuarie 2010, la Wayback Machine., de către Abigail Ann Young
- Rupertus Tuitensis pe Documenta Catholica Omnia.
- fr  Rupert de Deutz, musicologie
- deKlaus-Gunther Wesseling:  Rupert von Deutz (Rupertus {Abbas} Tuitiensis; seltener: Robert, Rupert von Lüttich, Rupert von St. Laurent) în Biografii din bibliografia lexiconului bisericesc (BBKL). Bd. 8, Herzberg 1994, ISBN 3-88309-053-0, Sp. 1021–1031.